# アントン・ヘッキング
アントン・ヘッキング（Anton Hekking, 1856年9月7日 - 1935年11月19日）は、オランダのチェリスト。

## 生涯
ヘッキングはデン・ハーグに生まれた。彼の音楽的素養の高い家系の出身で、弟のアンドレ・エッキングと従兄弟のジェラール・エッキングは共にフランスのチェリストだった。ヘッキングはわずか17歳でユトレヒト交響楽団の首席チェロ奏者となり、その後ロシアのパヴロフスキ（Pawlowski）交響楽団に入団した。続く1873年から1878年にはパリ音楽院に在籍してレオン・ジャカール（Léon Jacquard）とピエール・シュヴィヤール（Pierre Chevillard）に師事し、1等賞を獲得した。
アメリカへの初の演奏旅行へ赴いたヘッキングは、ロシアのピアニストであるアンナ・エシポワをはじめとして多くの演奏家と共演した。ヨーロッパに戻った彼は1880年にベルリンでベンヤミン・ビルゼのオーケストラ（Bilse'sche Kapelle）に参加、続いて1882年に設立されたベルリン・フィルハーモニー管弦楽団の創立メンバーとなった。ヘッキングはその後まもなくベルリン・フィルを退団し、ベルギーのヴァイオリニスト兼作曲家のウジェーヌ・イザイと共にヨーロッパ中を巡る演奏旅行に出た。1884年から1888年には折に触れてベルリン・フィルで活動、1889年から1891年にはボストン交響楽団の首席チェロ奏者を務め、1895年から1898年にはニューヨーク・フィルハーモニックで活躍した。また、この時期にはアメリカやヨーロッパで多くのソロコンサートを催した。
ヘッキングは1902年から1907年にかけてアメリカのピアニストであるアルトゥル・シュナーベル、ポーランドのヴァイオリニストであるアルフレート・ヴィッテンベルク（Alfred Wittenberg）と共に第1期ヘッキング・トリオを結成した。これがベルリンのシューベルト・ザールの建設に繋がることになる。シュナーベルが脱退した1907年から1909年にはアメリカのピアニストであるクラランス・アドラー（Clarence Adler）をメンバーに迎え、ヘッキング・トリオはアメリカで大きな成功を収めた。また、彼はこの時期には現在ベルリン芸術大学の一部となっているシュテルン音楽院で教鞭を執っていた。
ヘッキングの演奏スタイルはビブラートを使用したロマン的なものだったが、1935年11月19日にベルリンにて没した。